# Gymnocalycium bruchii
Gymnocalycium bruchii ist eine Pflanzenart in der Gattung Gymnocalycium aus der Familie der Kakteengewächse (Cactaceae). Das Artepitheton bruchii ehrt den argentinischen Fotografen und Entomologen Carlos Bruch (1869–1943).

## Beschreibung
Gymnocalycium bruchii wächst reichlich sprossend und bildet vielköpfige Matten aus dunkelgrünen Trieben, die bei Durchmessern von 6 Zentimetern Wuchshöhen von bis zu 3,5 Zentimeter erreichen. Die etwa acht bis 12 (-17) niedrigen, gerade herablaufenden Rippen sind gerundet und gehöckert. Die ein bis drei weißen oder bräunlichen Mitteldornen, die gelegentlich auch fehlen können, sind abstehend. Die zwölf bis 14 (bis 26) (selten ab sieben) dünnen, borstenartigen, glasig weißen Randdornen sind zurückgebogen und 2 bis 6 Millimeter lang.
Die zart violettrosafarbenen bis weißen häufig eingeschlechtlichen Blüten sind in der Regel 3,5 bis 5 Zentimeter lang und weisen einen ebensolchen Durchmesser auf. Das Perikarpell ist kurz, dunkel- braungrün und zeigt einige hell gerandete Schuppen. Staubfäden, Griffel und Narbenäste sind weiß, der Pollen gelblich. Die blaugrünen bis weißlich grünen Früchte sind kugel-, birnen- oder spindelförmig. Sie sind bis zu 1,5 Zentimeter lang und erreichen einen Durchmesser von 1,2 Zentimeter. Die Samen sind 1,2 bis 1,4 mm lang und mehr oder weniger kugelig.

## Verbreitung, Systematik und Gefährdung
Gymnocalycium bruchii ist in der argentinischen Provinz Córdoba und San Luis in Höhenlagen von 500 bis 2000 Metern verbreitet.
Die Erstbeschreibung als Frailea bruchii erfolgte 1923 durch Carlos Luis Spegazzini. Carl Curt Hosseus stellte die Art 1926 in die Gattung Gymnocalycium. Ein nomenklatorisches Synonym ist Astrophytum bruchii (Speg.) Halda & Malina (2005).
In der Roten Liste gefährdeter Arten der IUCN wird die Art als „Least Concern (LC)“, d. h. als nicht gefährdet geführt.

## Nachweise